# جرج گارتلی
جرج گارتلی (انگلیسی: George Garratly; October 1888 – ۱۹۲۹ (۴۰−۴۱ سال)) بازیکن فوتبال اهل بریتانیا بود.
از باشگاه‌هایی که در آن بازی کرده‌است می‌توان به باشگاه فوتبال ولورهمپتون واندررز و باشگاه فوتبال والسال اشاره کرد.